# Maroon 5
I Maroon 5 sono un gruppo musicale pop rock  statunitense, formatosi a Los Angeles nel 1994 e composto da Adam Levine, James Valentine, Matt Flynn e Jesse Carmichael. Riconosciuti con tre Grammy Award, il gruppo ha venduto 135 milioni di copie in tutto il mondo, divenendo uno dei gruppi di maggior successo della storia della musica internazionale e quello di maggior successo commerciale del XXI secolo in patria secondo Billboard.
La band è stata inserita al nono posto degli artisti più popolari degli anni 2010, divenendo il gruppo con più ingressi nella Top10 della Billboard Hot 100 (15). Nel corso della carriera hanno pubblicato sette album in studio e numerosi singoli di successo, collaborando con artisti di fama internazionale, tra cui Christina Aguilera, Kendrick Lamar, Mary J. Blige, Cardi B, Megan Thee Stallion, Julia Michaels, SZA, Rihanna, Kanye West, Max Martin, Ryan Tedder, Gwen Stefani e Juice Wrld.
Dopo la pubblicazione dell'album The Fourth World, sotto il nome di Kara's Flowers nel 1997, il gruppo ha ottenuto un contratto discografico con la Octone Records, pubblicando l'album Songs About Jane, sotto il nuovo nome Maroon 5. Con oltre 10 milioni di copie vendute, il progetto discografico viene promosso dai singoli She Will Be Loved, Sunday Morning e This Love, quest'ultimo riconosciuto con il Grammy Award alla miglior interpretazione vocale di gruppo.
Nel 2007 viene rilasciato il singolo Makes Me Wonder che anticipa l'album It Won't Be Soon Before Long, primo della band ad esordire alla prima posizione della classifica di vendite statunitense e britannica. Il singolo fa ottenere al gruppo il terzo Grammy come miglior interpretazione vocale di gruppo. Nel settembre 2010 esce il terzo album, Hands All Over, anticipato dal singolo Misery. Dall'album viene estratto il singolo Moves like Jagger, con Christina Aguilera, che esordisce alla prima posizione dalla Billboard Hot 100, con oltre 14 milioni di copie vendute in tutto il mondo.
Il quarto album, Overexposed, viene pubblicato nel 2012, sostenuto dai singoli Payphone, One More Night e  Daylight, ottenendo ampio successo commerciale, con oltre 20 milioni di singoli venduti complessivamente nel corso dell'anno. Nel corso del 2014 vengono pubblicati i singoli Animals e Maps, che precedono l'uscita del quinto album in studio V, secondo progetto ad esordire alla prima posizione della Billboard 200. Nel 2015 viene pubblicato il terzo estratto Sugar, che ottiene ampio successo con oltre 8 milioni di copie vendute globalmente.
Nel 2017 viene pubblicato il sesto album, Red Pill Blues, anticipato dalle collaborazioni What Lovers Do con SZA e Girls like You con Cardi B. A seguito della morte del manager Jordan Feldstein, nel 2019 viene pubblicato il singolo Memories, che anticipa l'album Jordi del 2021.

## Storia del gruppo

### 1997-2001: Inizio carriera e i Kara's Flowers
Adam Levine e Ryan Dusick si conoscono nel ghetto di Los Angeles, ghetto frequentato anche dagli altri due componenti originari del gruppo Jesse Carmichael e Michael Madden. I quattro ragazzi formano la rock band Kara's Flowers e, sotto la guida dal produttore indipendente Tommy Allen e di John DeNicola, pubblicano l'album The Fourth World nel 1997. Il progetto discografico non ottenne il successo sperato, vendendo 5 000 copie, portando i produttori ad abbandonare il gruppo. A seguito del fallimento discografico, Dusick e Madden frequentarono il college a livello locale alla Università della California a Los Angeles, mentre Levine e Carmichael si trasferirono sulla costa orientale per frequentare il Five Towns College, a Dix Hills di New York.
Nel 2001 i membri si riunirono e incontrarono il produttore Tim Sommer, il quale firmò per un contratto demo con la MCA Records e produsse tre brani. A seguito del rifiuto della MCA nel pubblicare i brani, la band invia numerose demo alla Octone Records, presideduta da James Diener, Ben Berkman e David Boxenbaum. Berkman rimase piacevolmente colpito dal brano Sunday Morning. La band a questo punto firma un contratto con la Octone Records, la quale decise di assumere James Valentine alla chitarra, in modo da porre Levine come frontman e il gruppo prese il nome di Maroon 5.

### 2002-2006: Il debutto internazionale conSongs About Jane

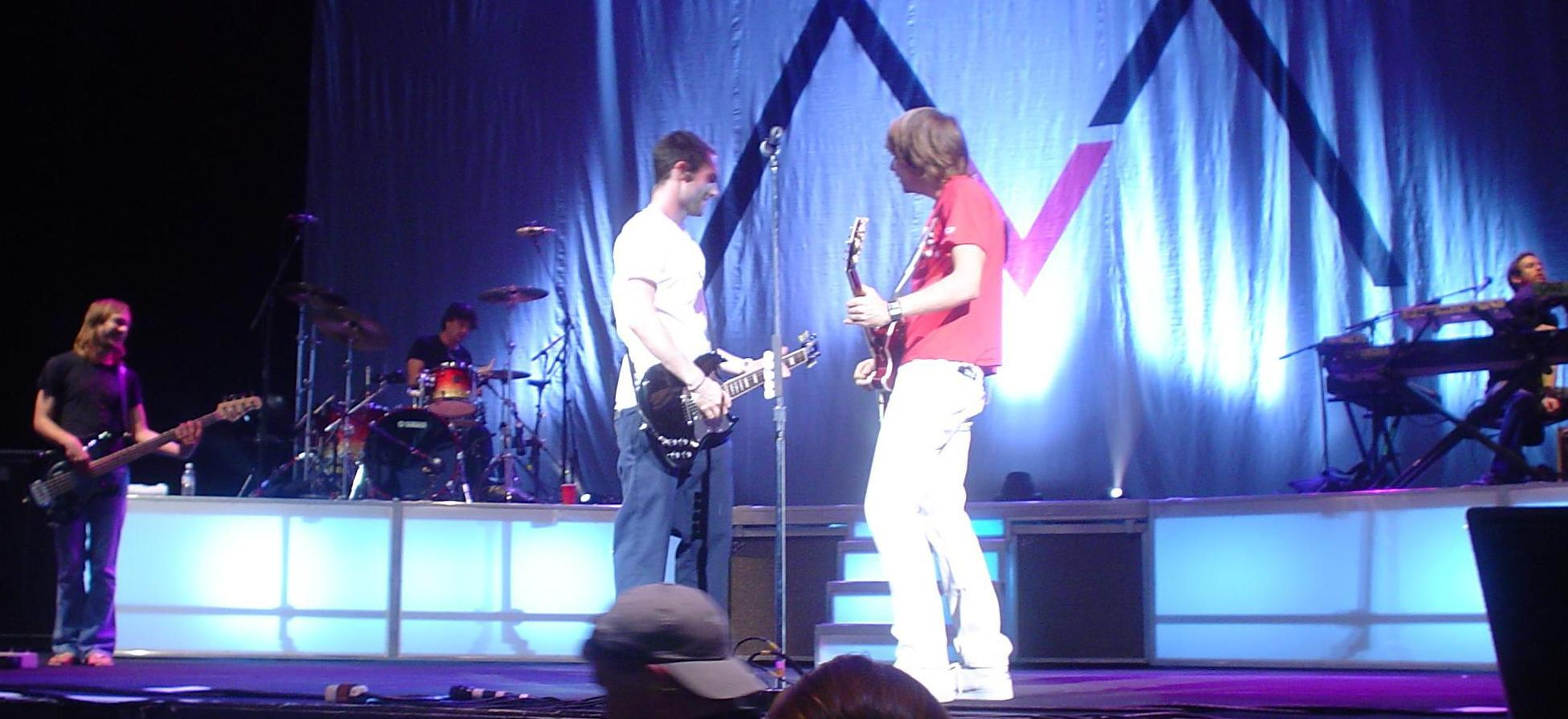
Maroon 5 in un concerto nel 2005

Nel 2002, il gruppo pubblica il singolo Harder to Breathe, ottenendo un moderato successo negli Stati Uniti. Nel giugno del 2002 pubblicano il primo progetto discografico, Songs About Jane, che inizialmente esordisce nella Top20 della Billboard 200. Il gruppo intraprende una serie di tour insieme ad artisti quali Sheryl Crow, John Mayer, Nikka Costa e Phantom Planet.
Nel 2004 la band lancia il singolo This Love, ottenendo uno straordinario successo internazionale, esordendo nelle Top10 di oltre 30 classifiche, tra cui alla quinta posizione della Billboard Hot 100 e tre della UK Singles Chart, con oltre 2 milioni di copie certificate dalla RIAA. Nel giugno dello stesso anno rilasciano il singolo She Will Be Loved, che prosegue il successo nelle classifiche come il precedente estratto, vendendo oltre 3 milioni di copie negli Stati Uniti. Il terzo estratto, Sunday Morning, riscontra meno successo nella classifiche, vendendo circa un milione di copie.
Il successo di questi brani incrementa notevolmente il successo dell'album nel 2004, che arriva a vendere 10 milioni di copie globalmente, esordendo nuovamente nelle classifiche internazionali, tra cui alla prima posizione della britannica, francese, australiana, e quinta della Billboard 200, 26 mesi dopo la sua pubblicazione; questo fu il periodo più lungo tra la pubblicazione di un album e la sua prima apparizione nella Top 10 da quando i risultati del SoundScan furono inclusi nella Billboard 200 nel 1991.
Nel corso degli anni di tour con la band il batterista, percussionista e corista Ryan Dusick aveva sofferto della vita da tour, aggravando un infortunio al braccio subito negli anni precedenti. Dopo diverse assenze dal tour con Ryland Steen e Josh Day a prendere il suo posto, Dusick lasciò ufficialmente la band nel settembre 2006. Matt Flynn, l'ex batterista di Gavin DeGraw e The B-52s, entrò nella band come ufficiale sostituto di Dusick.
In seguito al successo ottenuto con il progetto discografico, i Maroon 5 vincono il Grammy nella categoria miglior artista esordiente nel 2005, e il Grammy Award alla miglior interpretazione vocale di gruppo per la versione dal vivo di This Love nel 2006. Ottengono inoltre numerose nomine alle principali premiazioni internazionali, venendo riconosciuti con un MTV Video Music Awards, un MTV Europe Music Awards, due Billboard Music Awards e il World Music Award come migliori artisti esordienti.

### 2007-2009:It Won't Be Soon Before Longe il presunto scioglimento del gruppo

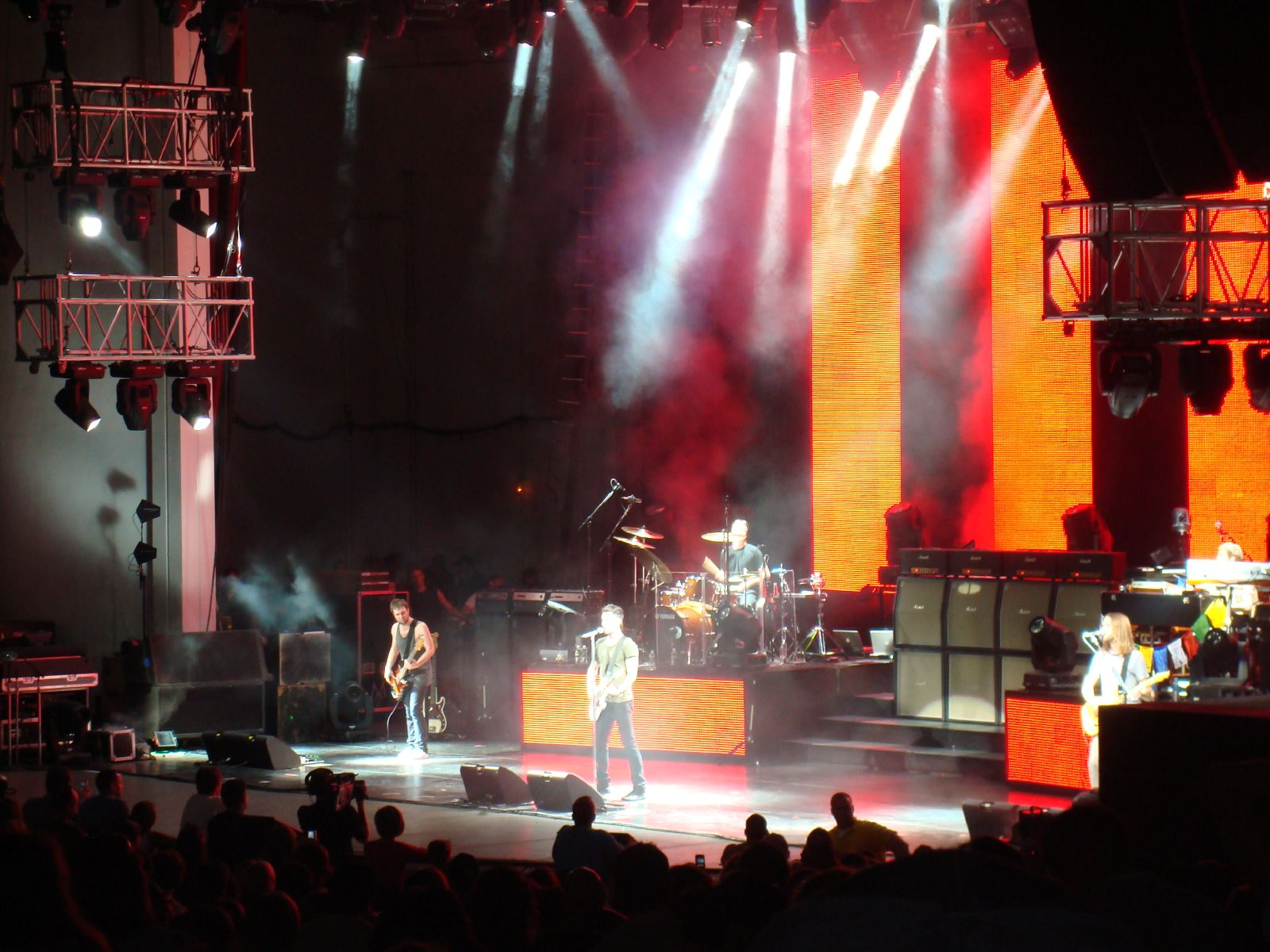
Maroon 5 in tour nel 2008

Il 3 aprile 2007 la band pubblica il singolo Makes Me Wonder, che esordisce alla posizione numero 64 della Billboard Hot 100, per spostarsi alla numero uno nella settimana successiva, rompendo il record del più alto avanzamento nella classifica precedentemente detenuto da Kelly Clarkson con il brano A Moment like This. Nel 2009 il record fu ristabilito dalla Clarkson con il brano My Life Would Suck Without You, che fece un salto in classifica di 97 posizioni.
Nel maggio 2007 viene pubblicato il secondo progetto discografico It Won't Be Soon Before Long, definito da Adam Levine come più forte e sexy del precedente. Il progetto discografico diviene il primo del gruppo ad esordire contemporaneamente alla prima posizione della Billboard 200 e UK Albums Chart. Con oltre 2 milioni di copie vendute negli Stati Uniti, il progetto non prosegue il successo del precedente album, tanto che anche gli altri singoli estratti, Wake Up Call, Won't Go Home Without You e Goodnight Goodnight non emergono nelle classifiche di vendita internazionali.  Il singolo If I Never See Your Face Again viene ripubblicato in una nuova versione che vede come ospite la cantante Rihanna.
Nonostante lo scarso successo commerciale, la band riceve quattro nomine ai Grammy Award, tra cui al miglior album pop vocale, ottenendo per la seconda volta il Grammy Award alla miglior interpretazione vocale di gruppo per Makes Me Wonder. L'album vince inoltre il Billboard Music Awards come miglior album digitale.
In un primo momento, il gruppo esegue concerti in piccole venue ed apre un tour dei The Police per promuovere il progetto. Successivamente, il gruppo parte tuttavia per un progetto ben più ampio: il vero e proprio It Won't Be Soon Before Long Tour dà luogo a ben 112 concerti, con numerose star come Justin Timberlake, OneRepublic, Kanye West e Sara Bareilles in qualità opening acts. Il 9 dicembre 2008 esce una raccolta di remix, Call and Response: The Remix Album. Il tour continua fino al termine del 2008, toccando tutti e 5 i continenti. Nel gennaio 2009, il gruppo si esibisce alla presenza dell'allora presidente degli Stati Uniti Barack Obama. Sempre nel 2009, il gruppo viene coinvolto nell'album His Way, Our Way, un progetto atto ad omaggiare lo storico cantante Frank Sinatra.

A seguito dei diversi impegni della band, iniziarono a circolare alcune voci che riportavano il possibile scioglimento della band, Levine in un'intervista per Rolling Stone, dichiarò:

### 2010-2011:Hands All Overe il successo conMoves like Jagger
Il 22 giugno 2010 la band annuncia il nuovo progetto discografico, anticipato dal singolo Misery, brano funk rock che riscuote un discreto successo nelle principali classifiche internazionali. Nel mese di agosto viene pubblicato Give a Little More e successivamente Never Gonna Leave This Bed, i quali non ottengono il successo sperato dalla casa discografica. Il 21 settembre 2010 esce il terzo album, Hands All Over, che debutta alla seconda posizione della Billboard 200 e nelle Top10 di Italia, Australia e Regno Unito.
Nel corso del 2011 il brano Misery viene nominato ai Grammy Award alla miglior interpretazione vocale di gruppo, mentre la band viene riconosciuta con un American Music Award. Nello stesso anno, mentre Adam Levine inizia la sua lunga esperienza di giudice nel programma televisivo The Voice USA, il gruppo inizia a lavorare su una riedizione dell'album.
Il 22 giugno 2011 viene reso disponibile il singolo Moves like Jagger con Christina Aguilera, collaborazione nasce proprio a The Voice USA, dove anche la Aguilera lavora come giudice. Il singolo ottiene un grandissimo successo internazionale, raggiunto la numero 1 della Billboard Hot 100, ricevendo la certificazione di disco di diamante dalla RIAA, con oltre 14 milioni di copie vendute in tutto il mondo. Grazie alla collaborazione Aguilera diventa la quarta artista con una canzone alla prima posizione in tre decadi differenti (anni 1990, anni 2000, anni 2010) pareggiando Britney Spears, Madonna e Janet Jackson. Ampiamente apprezzato dalla critica, il brano viene nominato ai Grammy Awards nella categoria alla miglior interpretazione vocale di duo/gruppo e in cinque categorie ai Billboard Music Awards.
Il repak dell'album, Hands All Over (Revised), viene pubblicato nel giugno 2011 e il gruppo parte per un tour mondiale sino al 2012.

### 2012-2015:OverexposedeV

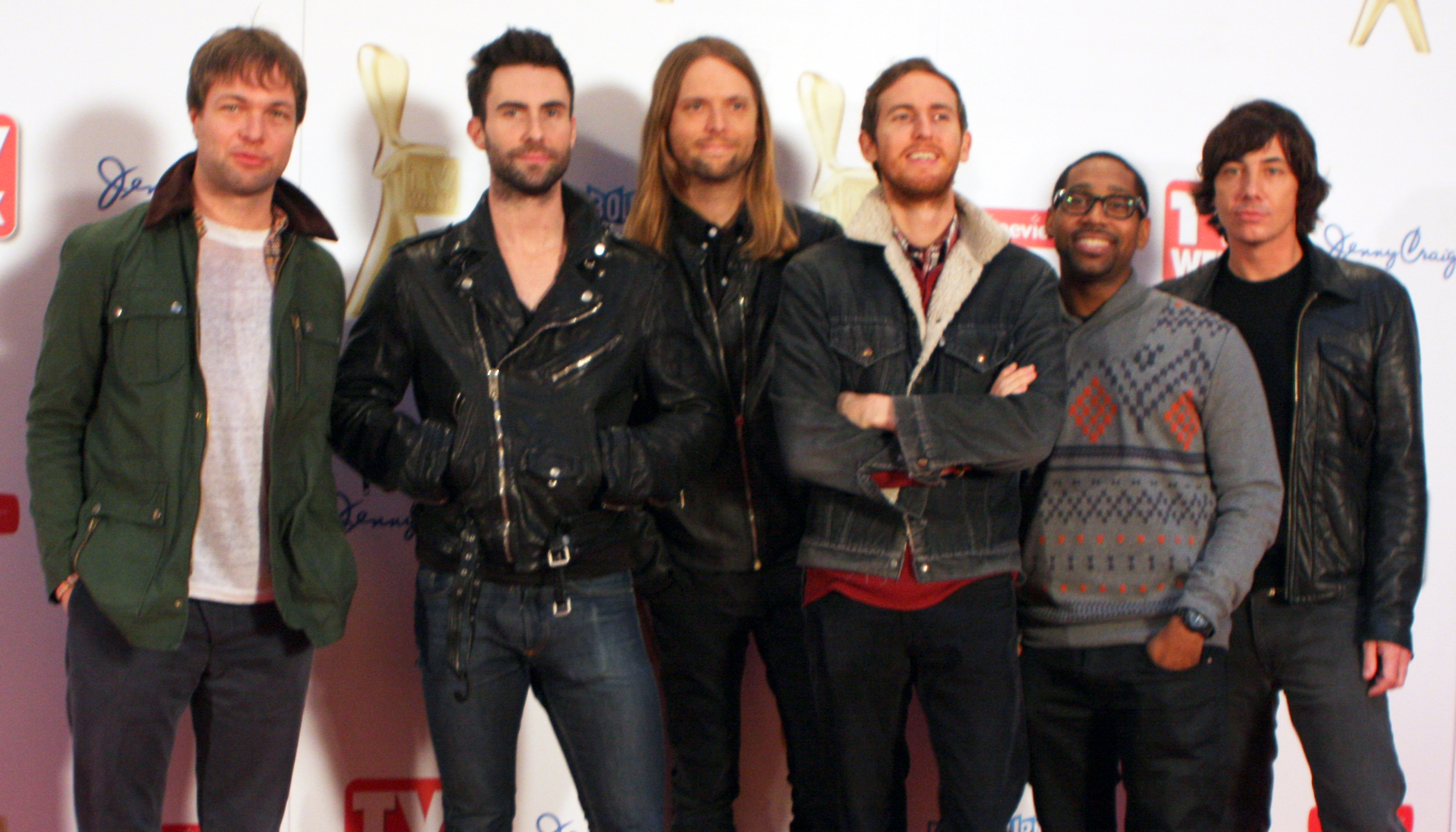
Maroon 5 agli Logie Award del 2012

Il 16 aprile 2012 i Maroon 5 presentano a The Voice USA il nuovo singolo Payphone con Wiz Khalifa. Payphone ha debuttato al numero tre della classifica Billboard Hot 100, raggiungendo alla fine il numero due, esordendo alla prima posizione di numerose classifiche di vendita internazionali, incluse quelle di Italia, Canada e Regno Unito. Il singolo ottiene successo sia in termini di vendite, con oltre 9,5 milioni di copie vendute, che nelle principali premiazioni, con nomine ai Billboard Music Awards, MTV Video Music Awards e People's Choice Awards.
Il 19 giugno 2012 pubblicano il singolo One More Night, divenendo in poche settimane il terzo brano della band a raggiungere la prima posizione della Billboard Hot 100. Con oltre 7 milioni di copie vendute, diviene l'ottavo brano più venduto del 2012, e riceve due nomine ai World Music Award. Il successo del brano promuove il quarto album, Overexposed, pubblicato il giorno successivo al singolo. Raggiungendo la seconda posizione nella classifice statunitense e britannica, l'album diviene tra i progetti discografici di maggior successo dell'anno con oltre 2,5 milioni di copie vendute.
Nel novembre viene estratto il terzo singolo Daylight, conseguendo successo in Australia, dove fa ottenere alla band il tredicesimo brano nella Top10, e negli Stati Uniti. Qui il brano raggiunge la settima posizione a seguito della performance del gruppo ai Grammy Awards del 2013, cerimonia in cui sono nominati sia nella categoria miglior album pop vocale per Overexposed che alla miglior interpretazione pop vocale di duo/gruppo per Payphone.
Il quarto e ultimo estratto, Love Somebody, ha raggiunto il numero 10 della Billboard Hot 100, rendendo Overexposed il primo album in studio dei Maroon 5 a produrre quattro singoli Top10. Il tour atto a promuovere l'album ha toccato 4 continenti ed è durato fino al 2014, cui prende parte in alcune date statunitensi la cantautrice Kelly Clarkson.

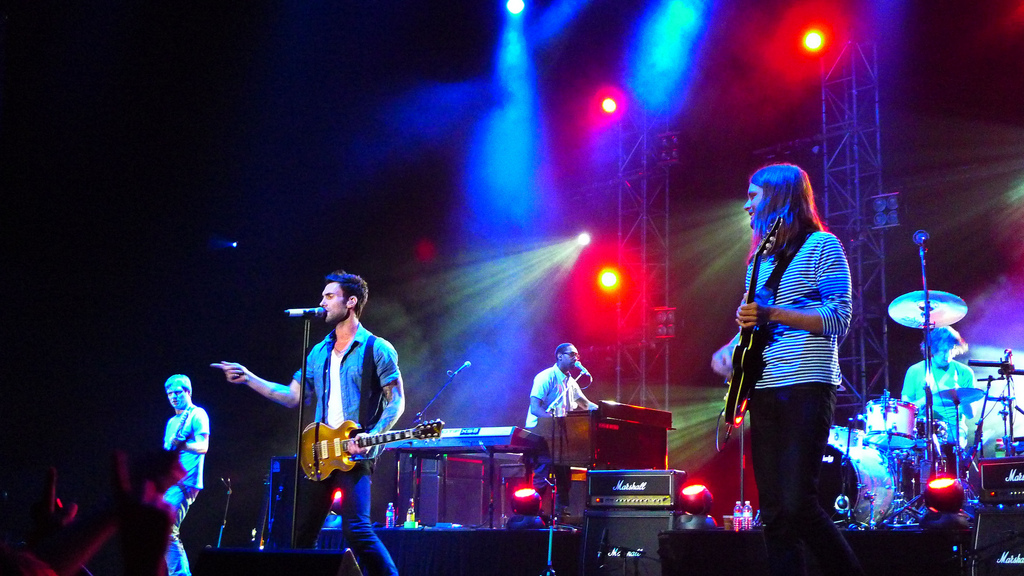
Maroon 5 in un concerto ad Hong Kong nel 2012

Dopo il tour mondiale, il gruppo annuncia il ritorno di Jesse Carmichael, che era in pausa dal 2012. Il gruppo firma inoltre un contratto con la Interscope Records per poi annunciare l'uscita del quinto progetto discografico. Il 16 giugno 2014 viene reso disponibile il singolo Maps, esordendo nelle top10 di numerose classifiche, tra cui alla prima posizione di quella canadese. Il 25 agosto 2014 viene pubblicato il secondo singolo estratto Animals, il quale raggiunge la posizione 3 della Billboard Hot 100, conseguendo ai Maroon 5 il decimo singolo nella top10 statunitense.
Il 2 settembre 2014 l'album V, viene reso disponibile sulle piattaforme streaming e di vendita. Nel progetto discografico sono presenti numerosi artisti e produttori internazionali, tra cui Gwen Stefani, Sia, Sam Martin, Ryan Tedder, Big Sean e Stargate. L'album ha ottenuto 3 dischi di platino in USA per aver venduto 3 milioni di copie ed esordisce alla prima posizione della Billboard 200. Il 13 gennaio 2015 viene pubblicato il terzo singolo estratto Sugar, che ottiene ampio successo in termini di vendite, divenendo l'undicesimo brano nella top10 statunitense e venendo oltre 3 milioni di copie nel paese. Il brano è stato nominato ai Grammy Award come miglior interpretazione pop vocale di duo/gruppo.
Il 19 maggio 2015 è uscito il quarto singolo dal titolo This Summer's Gonna Hurt like a Motherfucker che anticipa l'uscita della nuova versione dell'album V. Il 15 settembre 2015 viene estratto il quinto singolo, Feelings.

### 2016-2018:Red Pill Blues

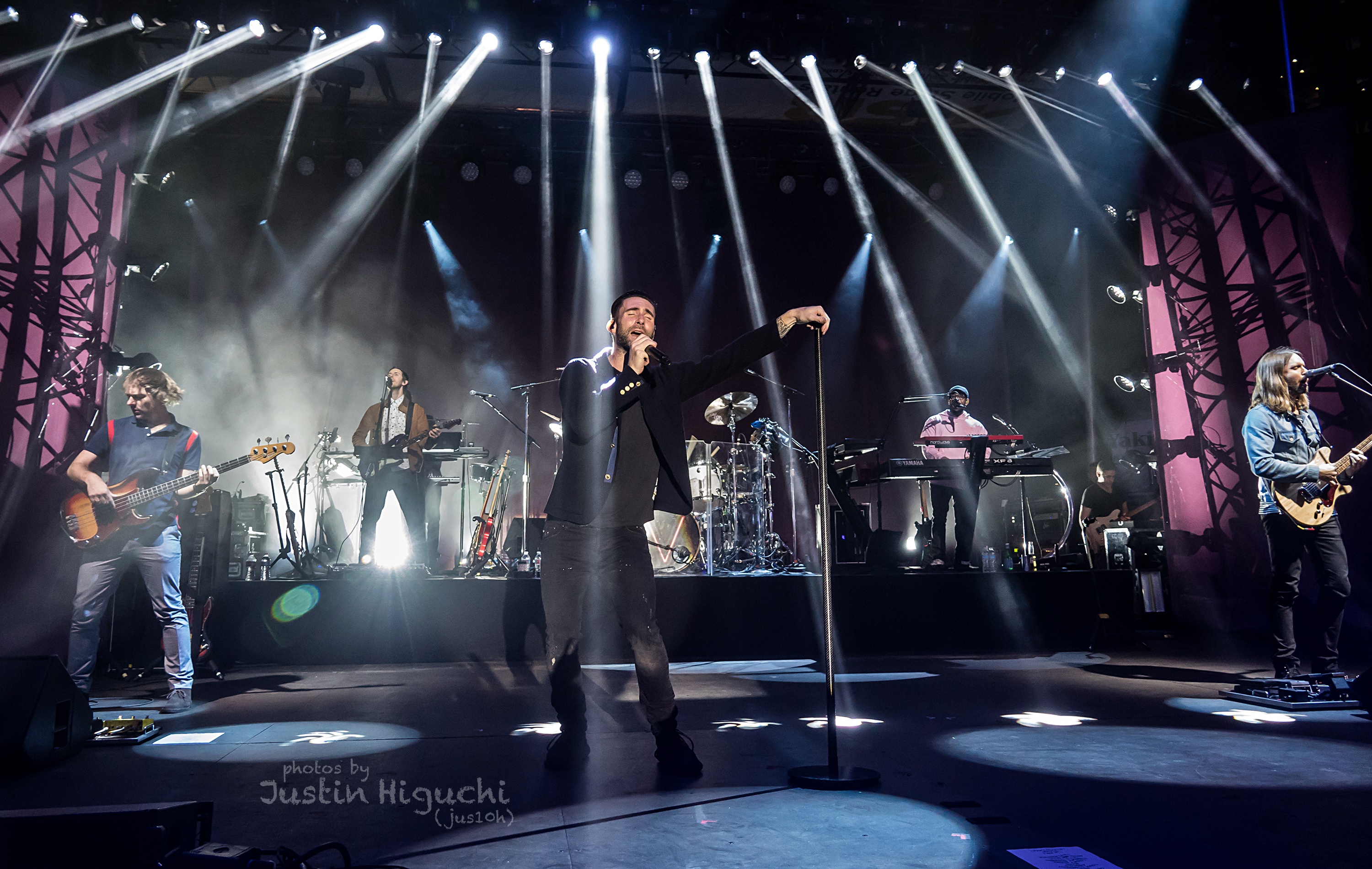
Maroon 5 in un concerto nel 2017

Nel 2016 vengono pubblicati i singoli Don't Wanna Know con Kendrick Lamar e Cold con Future. In questo frangente, grazie al successo dei due singoli estratti, il gruppo dà inizio ad un tour che durerà fino al 2018, promuovendo anche il successivo album del gruppo.
Il 30 agosto 2017 esce il singolo What Lovers Do con SZA, collaborazione che ottiene ampio successo nelle classifiche di vendita, divenendo la tredicesima Top10 della band e prima della cantautrice. Annunciando l'uscita del sesto album in studio, viene reso disponibile il brano Wait, il cui video ottiene una nomina agli MTV Video Music Awards. L'album Red Pill Blues, uscito il 3 novembre 2017, contiene, oltre alle tre collaborazioni precedenti, anche dei brani che vedono la partecipazione di Julia Michaels, ASAP Rocky, LunchMoney Lewis e Gucci Mane.
Il 30 maggio 2018 esce il singolo Girls like You, pubblicato con la collaborazione della rapper Cardi B. Il brano ottiene ampio successo nelle classifiche internazionali, divenendo il quarto numero uno della band nella Billboard Hot 100, rimanendovi per sette settimane consecutive, e vendendo oltre 8 milioni di copie solo negli Stati Uniti. La collaborazione ha vinto quattro Billboard Music Awards, tra cui miglior collaborazione e miglior brano della Hot 100, ed è stata nominata agli MTV Video Music Awards e ai Grammy Award come miglior interpretazione vocale di duo/gruppo.
Per supportare l'album, i Maroon 5 hanno intrapreso il Red Pill Blues Tour, iniziato il 30 maggio 2018 e concluso il 31 dicembre 2019 e che ha visto la partecipazione di artisti come Julia Michaels, Cxloe e Sigrid. Nel giugno dello stesso anno, la band ha collaborato con il marchio di automobili sudcoreano Hyundai per la registrazione di una cover di Three Little Birds di Bob Marley & the Wailers, pubblicata come singolo promozionale su Apple Music e in seguito usata come jingle per le pubblicità del marchio durante lo svolgimento della Coppa del Mondo FIFA 2018. Nell'agosto 2018, il gruppo è apparso come ospite nel primo episodio della webserie Sugar, accessibile mediante YouTube Premium.

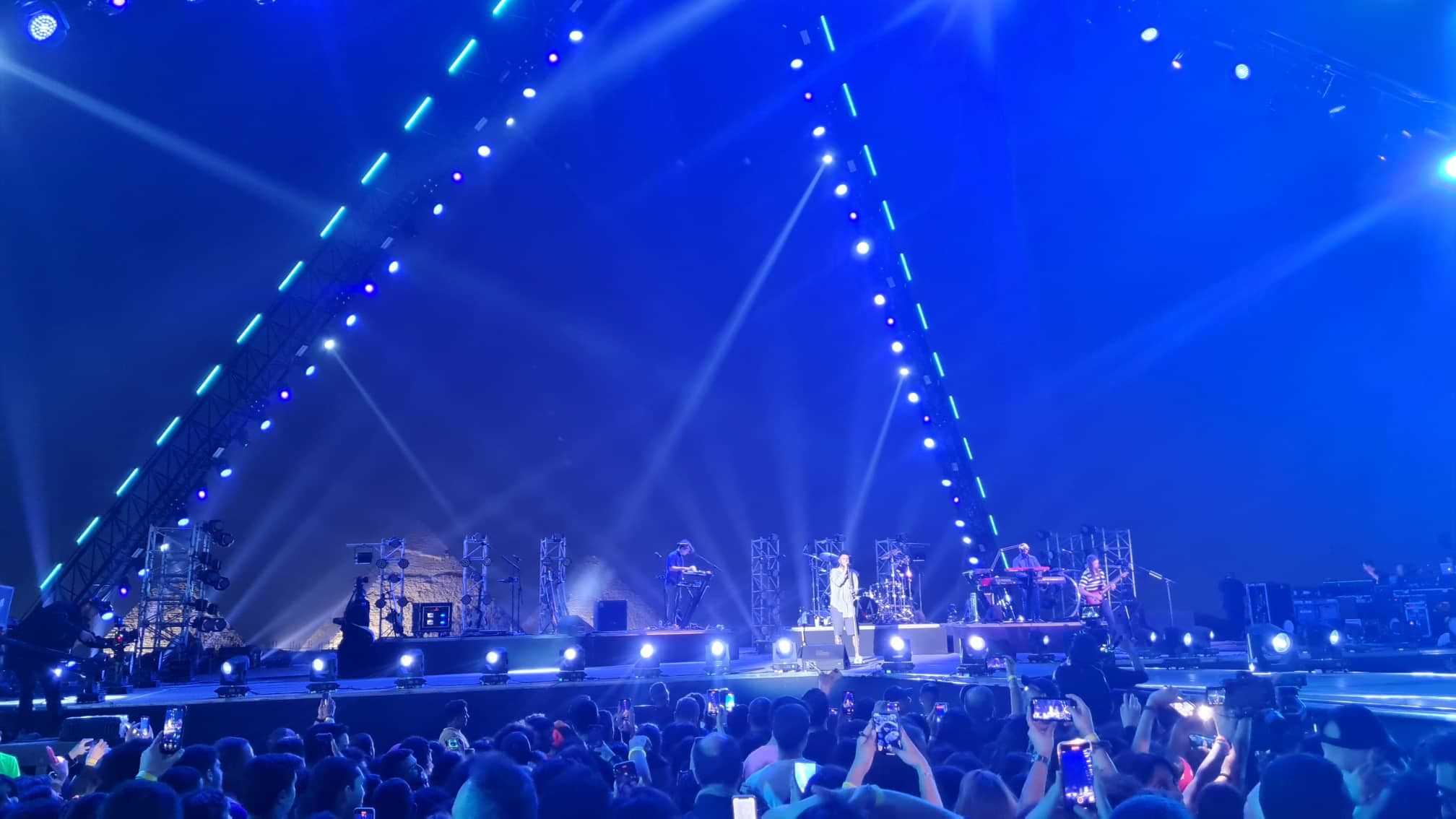
I Maroon 5 durante un concerto alle Piramidi di Giza nel 2022

### 2019-2022: l'addio di Mickey Madden eJordi
Nel febbraio 2019, il gruppo si esibisce in qualità di headliner durante l'Halftime Show del Super Bowl del 2019. La decisione della band di esibirsi è stata assai controversa, poiché altri musicisti, come Cardi B e Rihanna, hanno rifiutato la proposta per mostrare il loro sostegno a Colin Kaepernick e a tutti coloro che hanno protestato contro la violenza poliziesca, dovendo poi affrontare una serie di ripercussioni da parte della NFL per essersi inginocchiati durante l'inno nazionale. Nei mesi successivi, il gruppo tiene varie altre performance. Il 20 settembre 2019 esce il singolo Memories, seguito il 9 ottobre dal nuovo video. Il singolo, così come il video, sono stati dedicati allo storico manager della band Jordan Feldstein, morto nel dicembre 2017. Il singolo raggiunge la seconda posizione della Billboard Hot 100, portando i Maroon 5 ad essere la seconda band, dopo i The Rolling Stones, ad avere una canzone alla seconda posizione nella classifica in tre decenni diversi (anni 2000, 2010 e 2020).
Il gruppo sarebbe dovuto partire per un tour nell'estate 2020, tuttavia l'impegno è stato posticipato al 2021 a causa della pandemia da COVID-19. A fine giugno 2020, il bassista del gruppo Mickey Madden viene arrestato per violenze domestiche: nei giorni successivi, il musicista dichiara a People di aver deciso di lasciare il gruppo. Il 20 luglio 2020, il gruppo pubblica il primo singolo senza Madden, Nobody's Love.
Il 3 marzo 2021 viene pubblicata la collaborazione con la rapper statunitense Megan Thee Stallion intitolata Beautiful Mistakes. Il brano anticipa l'uscita del settimo album in studio, Jordi, pubblicato 11 giugno 2021, che vede diverse collaborazioni, tra cui H.E.R., Jason Derulo, Stevie Nicks e Juice Wrld. L'album non ottiene il successo del progetto discografico precedente in termine di vendite, riscontrando numerose critiche negative da parte della stampa. Nel settembre dello stesso anno, il gruppo è stato protagonista di un tributo televisivo intitolato Shine a Light: A Tribute to the Families of 9/11, trasmesso dalla CNN per commemorare il ventesio anniversario degli attentati dell'11 settembre 2001.

### 2023-presente: residenza a Las Vegas eLove Is Like
Nel gennaio 2023, viene annunciato che il gruppo si sarebbe esibito alla prima edizione del The Town Festival in Brasile il successivo 7 settembre. La band è stata poi protagonista di una nuova residenza a Las Vegas intitolata Maroon 5: The Las Vegas Residency al Dolby Live al Park MGM. L'evento è iniziato nel marzo 2023 ed è terminato nel marzo 2025. Il 19 maggio 2023 il gruppo pubblica il singolo Middle Ground.
Il 7 aprile 2025, Adam Levine ha confermato l'uscita di un nuovo singolo verso la fine del mese e che in estate sarebbe stato rilasciato un nuovo album. Il 2 maggio seguente esce il singolo Priceless, realizzato in collaborazione con la rapper thailandese Lisa. Il 23 giugno seguente, i Maroon 5 pubblicano il singolo All Night, annunciando contestualmente anche il loro ottavo album in studio, Love Is Like, la cui uscita è prevista per il 15 agosto 2025.

## Stile musicale e influenze
Nel corso della loro carriera, il mutevole stile musicale dei Maroon 5 è stato inquadrato come pop rock, funk rock, dance-pop e soul bianco, con incursioni nei generi soft rock, arena rock, power pop, country e R&B.
Adam Levine ha dichiarato che gli Oasis sono «una delle migliori band di sempre», sottolineando che è una fonte di ispirazione per la band. I Maroon 5 hanno citato Elita 5, Michael Jackson, The Police, The Bee Gees, Justin Timberlake, Stevie Wonder, Tonic, Prince, Tupac Shakur e Marvin Gaye come maggiori influenze.

## Formazione

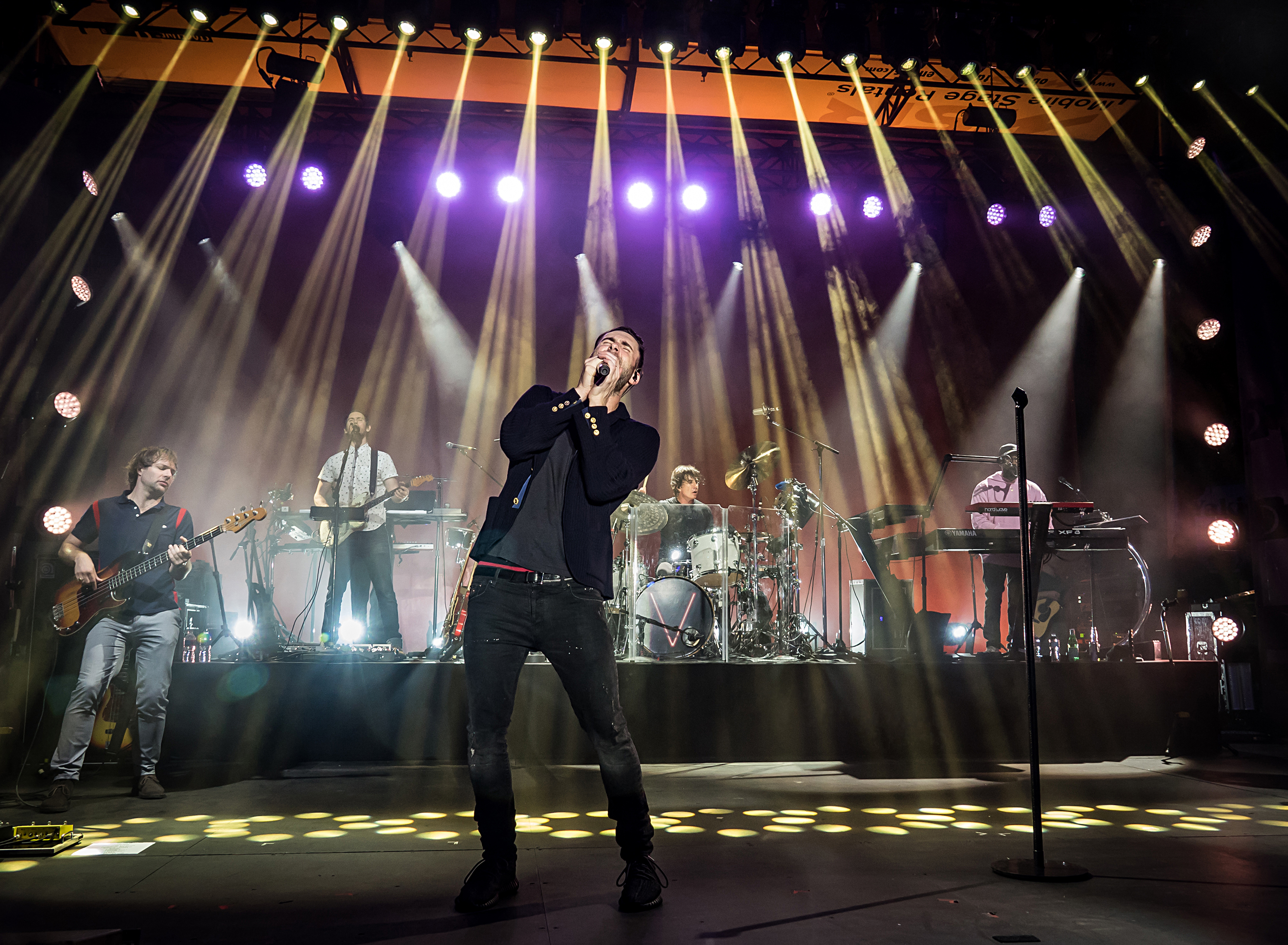
I Maroon 5 durante un concerto nel 2017

### Formazione attuale
- Adam Levine - voce, chitarra, batteria, basso, tastiere (1994–presente)
- James Valentine - chitarra, tastiere, cori (2001-presente)
- Jesse Carmichael - tastiera, sintetizzatore, pianoforte, chitarra, cori (1994–2012, 2014–presente)
- Matt Flynn - batteria, percussioni (2006-presente; turnista 2004-2006)
- PJ Morton - tastiera, sintetizzatore, pianoforte, cori (2012-presente; turnista 2010-2012)
- Sam Farrar - basso, percussioni, cori, tastiere, chitarra, giradischi, theremin (2016-presente; turnista 2001, 2012-2016)

### Ex componenti
- Ryan Dusick - batteria, percussioni, cori (1994-2006)
- Michael Madden - basso (1994-2020)

#### Ex turnisti
- Ryland Steen - batteria, percussioni (2003-2004)
- Josh Day - batteria, percussioni (2003-2004)
- Tommy King - tastiere, cori (2009)
- Adrian Young - batteria, percussioni (2009)

## Filantropia e controversie

### Collaborazioni con UNICEF e associazioni umanitarie e di prevenzione delle malattie
Il gruppo assieme a Unicef hanno lanciato il #Maroon5Day per salvare e migliorare la vita dei bambini più vulnerabili del mondo, mettendo a disposizione l'ingresso ai concerti del gruppo negli Stati Uniti.
Prima di esibirsi al Super Bowl nel 2019 la band ha donato 500 mila dollari all'associazione Big Brothers Big Sisters of America, associazione che aiuta i bambini con famiglie in difficoltà economiche negli Stati Uniti.
I Maroon 5 sono sostenitori dell'ente City of Hope, che si prefigge di incrementare la ricerca e trattamento del cancro, diabete e altre malattie poco conosciute.

### Accuse di antifemminismo
A seguito della pubblicazione del brano Animals le associazioni femministe degli Stati Uniti, tra cui il National Sexual Violence Resource Centre, si sono scagliate contro il videoclip della band, nel quale Adam Levine interpreta un macellaio sociopatico che perde la testa per una sua cliente. Le accuse principali sono state di istigazione allo stalking e al femminicidio.

### Controversie sullo stile musicale
In un'intervista a Variety nel novembre 2018, il frontman della band, Adam Levine, alla domanda se la band è pop, rock o urbana, ha detto: «Ciò che è davvero unico di questa band è che abbiamo sempre guardato all'hip-hop, all'R&B, a tutte le forme ritmiche di musica, da quando stavamo scrivendo il nostro primo album fino ad ora. Ma la musica rock proprio non c'è, da nessuna parte. Non so dove sia. Se c'è, nessuno mi ha invitato alla festa del rock. Tutta l'innovazione e le cose incredibili che stanno accadendo nella musica sono nell'hip-hop». Questa dichiarazione ha provocato critiche diffuse dai fan del rock e da alcune rockstar come il frontman degli Slipknot Corey Taylor. Nonostante questo contraccolpo, la band ha visto un continuo aumento di popolarità e successo commerciale nel 2018, portandoli a diventare uno dei gruppi pop più venduti al mondo.

### Benny Blanco e accuse di autenticità dei brani
La band agli inizi della carriera difendevano la loro «autenticità nella scrittura, composizione e scelta dei brani», sebbene il cantautore e produttore Benny Blanco, ha rivelato che almeno alcune delle canzoni della band, come Moves like Jagger, sono il prodotto di sforzi o collaborazioni con cantautori e produttori professionisti. Adam Levine ha replicato: «È quasi come se Benny Blanco avesse il tocco di Mida nel mettere insieme le persone giuste al momento giusto per creare un momento musicale. Lui è per la collaborazione. Ed è così bravo a inchiodare chi fa tutto meglio».

Levine ha raccontato in un'intervista del 2019 a Variety, il cambiamento avvenuto a partire dal quarto album Overexposed nella scelta di avere un maggior numero di compositori, autori e produttori:
«Siamo stati autosufficienti per tre album; […] siamo arrivati al punto in cui avevamo bisogno di fare un cambiamento. Avevo esaurito tutte le mie capacità come persona in grado di trainare il gruppo. Sentivo, forse inconsciamente in quel momento, che avevo bisogno di aiuto. Lavorare con scrittori esterni non era qualcosa che volevo fare. Non avevo permesso nulla al di fuori del mio controllo. […] Avrei potuto anche fidarmi di più della band, ma non l'ho fatto. Eppure, forse estendermi a scrittori esterni è stato un passo positivo per tutti noi come band. E ha portato a due canzoni davvero massicce fin dall'inizio.» 

### Problemi giudiziari di Michael Madden
Nel 2015, il bassista del gruppo Michael Madden viene arrestato con l'accusa di possesso e spaccio di droga.
A fine giugno 2020, Madden viene arrestato per violenze domestiche: nei giorni successivi, il musicista dichiara a People di aver deciso di lasciare il gruppo.

## Discografia
- 2002 – Songs About Jane
- 2007 – It Won't Be Soon Before Long
- 2010 – Hands All Over
- 2012 – Overexposed
- 2014 – V
- 2017 – Red Pill Blues
- 2021 – Jordi
- 2025 – Love Is Like

## Riconoscimenti
American Music Award
- 2004 – Candidatura all'artista esordiente favorito[148]
- 2005 – Candidatura all'artista contemporary/adult favorito[149]
- 2007 – Candidatura al gruppo pop/rock favorito[150]
- 2011 – Gruppo pop/rock favorito[151]
- 2012 – Candidatura all'artista dell'anno[152]
- 2012 – Gruppo pop/rock favorito[152]
- 2012 – Candidatura all'album pop/rock favorito per Overexposed[152]
- 2013 – Gruppo pop/rock favorito[153]
- 2015 – Candidatura all'artista dell'anno[154]
- 2015 – Candidatura al gruppo pop/rock favorito[154]
- 2017 – Candidatura alla collaborazione dell'anno per Don't Wanna Know[155]
- 2018 – Candidatura al gruppo pop/rock favorito[156]
- 2019 – Candidatura al gruppo contemporary/adult favorito[157]
- 2020 – Candidatura al gruppo contemporary/adult favorito[158]
- 2020 – Candidatura al gruppo pop/rock favorito[158]

BRIT Award
- 2005 – Candidatura al miglior artista esordiente[159]
- 2005 – Candidatura al miglior gruppo internazionale[159]
- 2005 – Candidatura al miglior album internazionale per Songs About Jane[159]
- 2012 – Candidatura al miglior gruppo internazionale[160]

Grammy Awards
- 2005 – Miglior artista esordiente[10]
- 2005 – Candidatura miglior interpretazione pop vocale di duo/gruppo per She Will Be Loved[10]
- 2006 – Miglior interpretazione pop vocale di duo/gruppo per This Love[10]
- 2008 – Miglior interpretazione pop vocale di duo/gruppo per Makes Me Wonder[10]
- 2008 – Candidatura al miglior album pop vocale per It Won't Be Soon Before Long[10]
- 2009 – Candidatura miglior interpretazione pop vocale di duo/gruppo per Won't Go Home Without You[10]
- 2009 – Candidatura alla miglior collaborazione vocale pop per If I Never See Your Face Again[10]
- 2011 – Candidatura alla miglior interpretazione pop vocale di duo/gruppo per Misery[10]
- 2012 – Candidatura alla miglior interpretazione pop vocale di duo/gruppo per Moves Like Jagger[10]
- 2013 – Candidatura alla miglior interpretazione pop vocale di duo/gruppo per Payphone[10]
- 2013 – Candidatura al miglior album pop vocale per Overexposed[10]
- 2016 – Candidatura alla miglior interpretazione pop vocale di duo/gruppo per Sugar[10]
- 2019 – Candidatura alla miglior interpretazione pop vocale di duo/gruppo per Girls Like You[10]